# Anton Lahdenperä
Anton Lahdenperä (ur. 19 marca 1985 w Gällivare) – szwedzki narciarz alpejski, czterokrotny uczestnik mistrzostw świata juniorów. Najlepszym zajętym przez jego miejscem na tych zawodach było 8. miejsce w slalomie w ich edycji z 2004. Występował także w zawodach Pucharu Świata i Pucharu Europy.

## Osiągnięcia

### Mistrzostwa Świata Juniorów
| 2002 Sella Nevea                  | – | Nie ukończył drugiego zjazdu (slalom)                                                                                |
| 2003 Serre Chevalier, Montgenèvre | – | 30. miejsce (slalom gigant), Nie ukończył drugiego zjazdu (slalom)                                                   |
| 2004 Maribor                      | – | 30. miejsce (supergigant), 9. miejsce (slalom gigant), 8. miejsce (slalom)                                           |
| 2005 Bardonecchia                 | – | 34. miejsce (zjazd), Nie ukończył pierwszego zjazdu (slalom), 19. miejsce (supergigant), 14. miejsce (slalom gigant) |

### Puchar Świata
| Sezon     | Miejsce |
| --------- | ------- |
| 2010/2011 | 111.    |
| 2009/2010 | 84.     |
| 2008/2009 | 89.     |
| 2007/2008 | 81.     |

### Puchar Europy
| Sezon     | Miejsce |
| --------- | ------- |
| 2010/2011 | 51.     |
| 2009/2010 | 9.      |
| 2008/2009 | 82.     |
| 2007/2008 | 50.     |
| 2006/2007 | 93.     |
| 2005/2006 | 11.     |
| 2004/2005 | 31.     |

### Puchar Północnoamerykański
| Sezon     | Miejsce |
| --------- | ------- |
| 2006/2007 | 156.    |